# Peter Houde
Peter W. Houde (* 1956) ist ein US-amerikanischer Wirbeltier-Paläontologe, der sich insbesondere mit der Evolution der Vögel und in geringerem Ausmaß auch mit Säugern befasst.

## Leben
Houde studierte ab 1974 an der State University of New York at Stony Brook mit dem Bachelor-Abschluss 1979 (wobei er 1978/79 auch an der Princeton University studierte) und ab 1980 an der Howard University, an der er 1985 in Anatomie promoviert wurde, wobei er 1984/85 an der Smithsonian Institution war. Er ist Professor für Biologie an der New Mexico State University in Las Cruces und Kurator für Wirbeltier-Paläontologie an deren Museum.
1998 wurde er in die American Ornithologists Union aufgenommen und 2011 ihr Fellow.
Er untersucht Verwandtschaftsverhältnisse heutiger Vögel unter anderem mit DNA-Analyse und fand, dass mindestens fünf Ordnungen nach traditioneller Beschreibung Polyphyletisch sind (so die Kranichvögeln). Er ist Erstbeschreiber der Lithornithidae und untersuchte den urtümlichen Strauß Palaeotis aus dem Geiseltal. Seine Studien der Lithornitidae ließen ihn einen polyphyletischen Ursprung der Laufvögel folgern.
Der fossile Säuger Mimoperadectes houdei wurde 2009 nach ihm benannt.

## Schriften
- Paleognathous birds from the early Tertiary of the Northern Hemisphere, Cambridge/Massachusetts, Publications of the Nuttall Ornithological Club Nr. 22 (Herausgeber R. A. Paynter), 1988 (148 Seiten, darin Beschreibung der Lithornithiformes)
- mit Hartmut Haubold Palaeotis weigelti restudied: a small middle Eocene ostrich, Palaeovertebrata 17, 1987, S. 27–42